# Wine Country
Wine Country es una película estadounidense de comedia de 2019 producida y dirigida por Amy Poehler, en su debut como directora. Ella protagoniza junto a Maya Rudolph, Rachel Dratch, Ana Gasteyer, Paula Pell, Emily Spivey, Jason Schwartzman y Tina Fey, mientras que la trama sigue a un grupo de mujeres de mediana edad que realizan una excursión de cata de vinos en California. Fue estrenada en cines selecionados el 8 de mayo de 2019 y lanzada digitalmente para transmisión el 10 de mayo de 2019 por Netflix.

## Sinopsis
Cuando un grupo de amigas de toda la vida se va un fin de semana a Napa para celebrar el 50 cumpleaños de una de ellas, reaparecen viejos conflictos del pasado. 

## Reparto
- Rachel Dratch como Rebecca.
- Ana Gasteyer como Catherine.
- Amy Poehler como Abby.
- Maya Rudolph como Naomi Reid.
- Paula Pell como Valerie "Val".
- Emily Spivey como Jenny.
- Cherry Jones como Lady Sunshine, la lectora de cartas del tarot.
- Maya Erskine como Jade, una camarera y el amor de Val.
- Jason Schwartzman como Devon.
- Tina Fey como Tammy.
- Jay Larson como Brian.
- Liz Cackowski como Lisa.
- Greg Poehler como Doctor.
- Sunita Mani como Dolly.
- Brené Brown como ella misma.

## Producción

### Desarrollo
El 20 de marzo de 2018, se anunció que Netflix había lanzado una nueva película de comedia titulada Wine Country. Se informó que la película será el debut como directora de Amy Poehler, quien también será productora ejecutivo junto a Carla Hacken y Morgan Sackett. La película fue escrita por Emily Spivey y Liz Cackowski. Las compañías de producción involucradas con la película incluyen Paper Kite Productions, Paper Pictures y Dunshire Productions.

### Casting
Incluido en el anuncio inicial de la película, se confirmó que se esperaba que Poehler y Spivey protagonizaran la película junto a Rachel Dratch, Ana Gasteyer, Paula Pell, Maya Rudolph y Tina Fey. Más tarde, en marzo de 2018, se anunció que Maya Erskine, Jason Schwartzman y Cherry Jones se habían unido al elenco.

### Rodaje
El rodaje comenzó el 22 de marzo de 2018 en Los Ángeles, California, y se esperaba que concluyera en Napa, California. El 4 y 5 de mayo, el rodaje tuvo lugar en Calistoga, California. El rodaje habría terminado a principios de junio de 2018.

## Estreno
La película se estrenó en cines selectos el 8 de mayo de 2019 y en Netflix el 10 de mayo de 2019.